# 南阳之战
南阳之战是明崇禎十四年至十五年（1641年到1642年）在河南南阳爆发的战争。
明朝末年南阳爆发数次战争。 1641年李自成破秦师，获马二万，降秦兵数万，乘胜攻南阳。
崇祯十四年（1641年）十一月，李自成攻打南阳。因南阳城固若金汤，李自成将大营驻扎在城北紫山。紫山是明藩唐王寝陵，有南阳十三陵之称。李自成射书劝南阳总兵猛如虎献城投降，被拒绝，李自成围城三天，开始攻城。义军用六门大炮轰击南门，打毁了半个城楼和许多城垛。十一月二十一日，知县姚运熙在北城上督率丁壮死守，被义军炮弹击中。官军逃窜。义军攻破南阳，猛如虎率部队歼灭义军数千，并持短刀巷战，至唐王府门，望北拜，口称负恩，最后被义军击毙。唐王朱聿鏼躲藏在后花园假山背后的石洞中，被义军找到杀死。李自成下令屠城。
义军继而斩邓州知州刘振世，取内乡、镇平、新野、泌阳、禹州等。次年，李自成再陷南阳城，知府丘懋素叫骂不屈，最终被杀。战争过后，尸体遍野，以至于野狗盛行，“狗多人少”。参将刘士杰、游击郭关、守备猛先捷，全战死。

## 事后
太监刘元斌率军救河南，但南阳已破，刘元斌拥妇女北去，纵兵大掠，杀樵汲者论功。御史发现后刘元斌为了毁灭证据，将掠来的妇女扔入河中淹死。次年十月，明朝将刘元斌处决。
张应祥被任命为南阳总兵后，到南阳玄妙观拜访，恳请玄妙观的道士收埋尸骨，超度亡灵。1657年农历十一月二十七日，人们在“卜地玄妙观之西南”，也就是现在的南阳人民公园西北角古宛城遗址处，挖掘了一个巨大的墓穴，将那些尸骨进行掩埋。次年春天，又立张大将军收瘗枯骨碑，以纪念此事。